# Kremasta
Il lago Kremasta (greco: Λίμνη Κρεμαστών, trasl. Limni Kremastòn), è il più grande lago artificiale della Grecia. Si trova nella Grecia occidentale, al confine fra le prefetture di Etolia-Acarnania e Euritania.
Il lago è formato da uno sbarramento sul fiume Aspropotamo. Nel lago confluiscono altri tre fiumi: l'Agrafiotis, il Tavropos ed il Trikerioti.

## La diga
Lo sbarramento sull'Aspropotamo fu realizzato fra il 1966 ed il 1969 ai fini delle sfruttamento del fiume per la produzione di energia elettrica. La centrale, che si trova ai piedi della diga, con una potenza di 440 MW, è la più grande centrale di questo tipo della Grecia.